# Estructuralismo (lingüística)
El movimiento del estructuralismo lingüístico se sitúa a comienzos del siglo XX y supone ya el arranque de la lingüística moderna. Su iniciador fue Ferdinand de Saussure con su Curso de lingüística general (1916), que fue una obra publicada póstumamente por dos de sus discípulos, quienes se basaron en apuntes de clase de estudiantes que habían escuchado a Saussure durante sus tres últimos años en la Universidad de Ginebra.
Plantea que la lingüística debe tener como objeto de estudio la lengua en forma sincrónica, es decir, el estudio de la estructura y funcionamiento de una lengua en un momento dado, sin tener en cuenta su evolución, a lo que se le denomina estructura externa.
El estructuralismo surge como una reacción frente a las investigaciones lingüísticas comparativistas de la gramática comparada, frente a las investigaciones diacrónicas de la gramática histórica y frente a las investigaciones positivistas de los neogramáticos.
Este nuevo movimiento propuso, en cambio, una nueva concepción de los hechos del lenguaje, considerándolos como un sistema en el cual los diversos elementos que lo integran ofrecen entre sí una relación de solidaridad y dependencia. De todos modos la noción de lengua como «sistema» era admitida antes de la aparición de Saussure; pero Saussure, además de reforzar esa idea, agregó la idea de que la lengua es «forma» y no «sustancia», y de que las unidades de la lengua solo pueden definirse mediante sus relaciones. El estructuralismo fundado por Saussure, que habla de «la estructura de un sistema», continuó desarrollándose en Europa por lingüistas posteriores, surgiendo más tarde diversas escuelas estructuralistas, como la Escuela de Ginebra, el Círculo Lingüístico de Praga y la Escuela de Copenhague.

## Principales postulados del estructuralismo
El estructuralismo saussureano influyó sobremanera en el desarrollo de la lingüística posterior al punto de que se habla de una lingüística anterior y posterior a Saussure. Debido a que el hecho lingüístico es muy complejo, pues intervienen múltiples factores de naturaleza fónica, acústica, fisiológica y de alcance tanto individual como social, la lingüística no se ocupa del lenguaje, ya que es un fenómeno amplio, sino que su objeto es el estudio de las relaciones entre los elementos que forman parte únicamente del sistema lingüístico, es decir, define su objeto de estudio, la lengua y el habla en sí mismos.
La teoría iniciada por la labor de Saussure, que sienta las bases del estructuralismo, supone una ruptura con la tradición historicista de la lingüística conocida hasta entonces, que se centraba en el estudio evolutivo de las lenguas. El estructuralismo afirma que se deben estudiar las lenguas atendiendo a su realidad, y no solo a su evolución. Por lo tanto, atendiendo al principio de inmanencia lingüística, se separa el estudio del aspecto social concerniente a las lenguas, pero sin obviarlo ya que Saussure es consciente de este hecho al dividir la lingüística en dos grandes campos: la lingüística interna ―que se encarga del estudio de la lengua en sí y supondría la verdadera lingüística― y la lingüística externa ―que se encarga del aspecto sociolingüístico―. Según esta nueva orientación de los estudios lingüísticos que representa el estructuralismo, la lengua se concibe como un sistema de signos, y su metodología de estudio se basa en la consideración de una serie de dualidades o dicotomías:
- Significante / significado: el significado es el concepto y el significante, la imagen acústica.
- Lengua / habla: la lengua es el código constituido por signos lingüísticos y reglas de combinación, es decir, el sistema (abstracto) mientras que el habla es un acto particular (concreto) materializado por el emisor que cifra un mensaje utilizando el código lingüístico, esto es, el sistema.
- Sincronía / diacronía: el estudio lingüístico, desde un punto de vista sincrónico, estudia la lengua en su estado actual mientras que el estudio lingüístico desde un punto de vista diacrónico se centra en la lengua desde una perspectiva histórica y evolutiva.
- Relación sintagmática / relación paradigmática: las relaciones sintagmáticas se dan en el discurso, las palabras se ordenan en forma lineal ya que no existe la posibilidad de pronunciar dos elementos a la vez. Estas combinaciones se denominan sintagmas. Las relaciones paradigmáticas son las que se establecen entre unidades alternantes, es decir, entre los signos que podrían aparecer en un mismo lugar de un enunciado. Para que dos o más signos puedan alternar, esto es, ocupar el mismo puesto del mensaje, deben pertenecer a la misma categoría.
- Lingüística interna / lingüística externa: la lingüística interna estudia las lenguas en sí mismas, mientras que la lingüística externa se encarga de estudiar el componente social de las lenguas.

### Sincronía y diacronía
Saussure estableció la distinción entre esos dos conceptos. La diacronía atiende a los cambios lingüísticos que se suceden a lo largo del tiempo. La sincronía, en cambio, atiende al estado de una lengua en un momento dado, haciendo abstracción del factor temporal. Un estudio sincrónico de la lengua tiene que tener en cuenta la simultaneidad de los signos lingüísticos dentro de un espacio temporal. En este sentido, el estudio sincrónico se asimilaría a hacer una fotografía de la lengua y estudiarla en su imagen estática, sin tener en cuenta la variabilidad temporal. Entonces, este tipo de estudio proporciona el conocimiento de una lengua en un momento determinado, a partir del cual pueden llevarse a cabo estudios diacrónicos, esto es, estudios que tengan en cuenta su evolución e historia. En el aula se habla y se escucha, se escribe y se lee; además, se evalúan cómo se dicen —oralmente y por escrito— las cosas. Es decir, no solo se valoran los contenidos sino también los comportamientos comunicativos. Por lo tanto, es fundamental tener en cuenta tanto los usos «reales» de enseñantes y aprendices como las expectativas respecto a cómo hay que utilizar el habla y la escritura (la escucha y la lectura) en el proceso de enseñanza y aprendizaje.
Con la idea de la sincronía, se abre la puerta a la consideración de la lengua como conjunto de elementos, cada uno de los cuales mantiene relación con los restantes. Esta idea de sincronía queda refleja en Saussure en su noción de sistema o estructura del lenguaje. Sincronía y diacronía se complementan. Saussure, estableció la relación en el estudio de los signos a partir de dos elementos fundamentales: significado y significante.

### El signo lingüístico
Lo que el signo lingüístico une, es un concepto (significado) y una imagen acústica (significante). Por lo tanto el signo lingüístico es la combinación de ambos, y es la base de Saussure, según afirma en su curso, hablando de una ciencia nueva, la semiología. El significante es una representación mental de los sonidos que forma un signo. Lo observamos cuando nos hablamos a nosotros mismos mentalmente. El significado es la representación mental de la realidad, la interpretación del concepto.
Los signos no aparecen de forma aislada, sino que se hallan en relación. Saussure propuso dos tipos:
- Sintagmática: Se da entre dos signos que están copresentes en el discurso.
- Paradigmática: Se establece entre los signos que están presentes y los que están ausentes.

Para Saussure la conexión entre el significado y el significante es arbitraria, es decir, convencional, socialmente construida. Con esto quiere decir que no hay ninguna relación intrínseca entre el sonido (significante) y el concepto (significado). La forma más evidente de comprobarlo es que en distintos idiomas un mismo concepto recibe distintos significantes (ej. árbol/tree). Por lo tanto, la conexión entre significante y significado sería producto de la interacción humana.
Saussure creía que los conceptos son productos mentales y no entidades independientes de la mente. La idea es que percibimos la realidad a través de los conceptos ya que no tenemos acceso a esas entidades independientes, por lo que no se puede asegurar que dos personas tengan el mismo significado en mente al usar un mismo significante. Los ejemplos con colores son muy ilustrativos al respecto. Para Saussure no podemos estar seguros de que estemos viendo la misma tonalidad cuando usamos el significante «rojo». La adquisición de la noción «rojo» también sería producto de la interacción humana, por la cual, por ejemplo, en un momento determinado de nuestra vida a uno le mostrarían una tonalidad y le dirían que aquello es «rojo». En ese momento se produciría la conexión arbitraria entre el significado (la tonalidad) y el significante («rojo»). Entonces, para Saussure uno puede estar seguro de usar el mismo significante que otra persona ("rojo") pero no de que se esté viendo la misma tonalidad, esto es, teniendo el mismo significado en mente. Según Saussure, la única manera de probar que se tiene el mismo significado sería acudir a las entidades independientes de la mente, y en la medida en que no podemos aislarnos de ella, nuestra percepción de la realidad se ve mediatizada por los conceptos que son constructos mentales.
Todo esto prueba para Saussure que el lenguaje es una institución social. Como en el último ejemplo, los signos adquieren su función y su significado a través de la práctica social y el intercambio humano. Cuando un signo está socialmente establecido adquiere estabilidad, por lo que no cambiaría fácilmente. Aun así, el significado de un signo es más probable que cambie con el contexto, esto es, su uso social.

### La estructura de la lengua
Para Saussure y los estructuralistas los signos están interconectados formando la estructura de la lengua. En su Curso de lingüística general (1916) Saussure defendió que la lengua es un sistema formal basado en la diferenciación de los elementos que lo constituyen. Este sistema fue posteriormente llamado «estructura», de aquí que la aproximación general a esta concepción del lenguaje se llama Estructuralismo..
Por lo tanto, la estructura de la lengua  se basa en su diferenciación entre los signos. En el caso de los significantes, la diferenciación consiste en que su sonido o su dibujo (las grafías unidas en cierto orden que forman un significante, ej. calle) son distintos de otros sonidos o dibujos de otros términos de la estructura.
Respecto al significado, Saussure decía que era abstraído a partir de la relación entre los conceptos que formaban la estructura de la lengua. Con ello quería decir que el significado no es algo intrínseco a la palabra, sino algo extrínseco respecto a los otros significados dentro de la estructura. Por ejemplo, tomando de nuevo el significado de «rojo», para Saussure dicho significado se entendería a partir de las relaciones negativas que mantendría con los otros significados del lenguaje. La idea sería que uno sabe qué es «rojo» por contraste, diciendo: no es azul, no es lila etc., pero no solo con los demás colores sino con todos los significados, ya que en la estructura o sistema de la lengua cada término (con su significado y significante) está relacionado con todos los demás al mismo tiempo.
Esto significa que la estructura de la lengua  no puede ser concebida de manera atomística, esto es: que sus elementos (los signos) puedan separarse unos de otros. Por eso los estructuralistas defienden la perspectiva holística, esto es: la idea de que las propiedades de un sistema no pueden ser determinadas o explicadas a partir de sus componentes aislados. De aquí que la estructura de la lengua se basa en la relación diferencial entre los términos y que dichos términos no puedan entenderse sin tener en cuenta su interconexión.

## Estructuralismo europeo

### El legado de Saussure y la Escuela de Praga
El Curso de lingüística general (1916) de Saussure influyó a muchos lingüistas entre la Primera y la Segunda Guerra Mundial.
La Escuela de Praga es la más destacada inicialmente, con miembros como Roman Jakobson o Nikolái Trubetskói. Su mayor legado dentro del estructuralismo hace referencia a la fonética. En vez de hacer una lista de los sonidos que aparecen en el lenguaje, la Escuela de Praga estudió cómo estos estaban relacionados. En este sentido, determinaron que el inventario de sonidos de un idioma puede ser analizado en términos de contraste. Por ejemplo, en inglés los sonidos de /p/ y /b/ representan distintos fonemas porque existen casos donde el contraste entre los dos es la única diferencia entre palabras distintas (ej. pat y bat).
Analizar los sonidos en términos de contraste también permite hacer estudios comparativos. Por ejemplo, se puede explicar que la dificultad que tienen los japoneses para diferenciar la /r/ y la /l/ en inglés se debe a que dichos sonidos no se contrastan en japonés. Aunque este tipo de aproximación es hoy muy aceptada en lingüística fue revolucionaria en su tiempo. Desde entonces, la Fonología se convertiría en la base paradigmática para distintos campos de estudio.
Los trabajos seguirían con una figura capital, Louis Hjelmslev (Ensayos lingüísticos, Prolegómenos de una teoría del lenguaje), en Dinamarca, o con Alf Sommerfelt en Noruega.

### En Francia
En Francia, Antoine Meillet y su discípulo Émile Benveniste continuarían con el programa de Saussure. El segundo ha sido capital, dada además su magnífica formación histórica, y sus obras son una continuación renovada de las investigaciones iniciales sobre las lenguas indoeuropeas. Como gran comparatista renovador, fue autor de un importante Vocabulario de las instituciones indoeuropeas. Pero sus escritos en ese campo se hallan recogidos en Problemas de lingüística general, tomos I y II, colecciones de artículos magistrales, que son aún fuente de inspiración para los estudiosos de las ciencias humanas en general.
Émile Benveniste, al resaltar que el estructuralismo en realidad habla de la estructura de un sistema, señala que la lengua debe analizarse como unidades que se condicionan mutuamente, y que se distingue de los otros sistemas posibles por el arreglo interno de tales unidades: ese arreglo es lo que constituye su estructura.

## Otras figuras
Eugenio Coseriu parte de los estudios de Saussure, pero expresa la necesidad de que la lengua y el habla no están tan separados. El habla no es tan individual y existe un paso intermedio entre el habla y la lengua: la norma. La norma implica los usos habituales repetidos en un determinado colectivo. Es decir, tomamos rasgos lingüísticos característicos de nuestro entorno. La norma se clasifica en tres tipos y se manifiestan en la pronunciación, el léxico, la morfosintáctica delatando en la situación común en la que nos encontramos:
- Norma diatópica: Criterio de carácter espacial, los usos lingüísticos normales y habituales en un conjunto geográfico determinado. Guarda relación con la dialectología.
- Norma diastrática: Criterio de carácter social, usos lingüísticos normales y habituales en un conjunto de rasgos sociales en común, como pueden ser la edad, el nivel económico, el sexo etc. Guarda relación con la sociolingüística.
- Norma diafásica: Criterio de carácter contextual, usos lingüísticos normales y habituales que emplean los hablantes en determinadas situaciones comunicativas. Guarda relación con la pragmática.

Ya en la década de los 40 el estructuralismo era la corriente dominante en los estudios lingüísticos. Dentro de la vertiente europea encontramos el principal referente y punto de partida insoslayable en el propio Saussure, algunos de cuyos discípulos como Martinet y Alarcos serían los representantes de su paradigma y enfoque metodológico, en este caso de la escuela francesa y española respectivamente. Los estructuralistas acabarán derivando hacia el funcionalismo lingüístico sin perder el principio de inmanencia lingüística pero teniendo en cuenta criterios externos y, desde luego, oponiéndose a las corrientes formalistas del generativismo chomskiano. El estructuralismo tuvo una influencia fundamental en la enseñanza de lenguas durante la segunda mitad del siglo XX que continúa hoy día. Muestra de ello son las muchas huellas de su aportación y, en consecuencia, sigue plenamente vigente, con sus desarrollos ulteriores, en los métodos de enseñanza moderna.

## Estructuralismo estadounidense
En Estados Unidos, Leonard Bloomfield desarrolló su propia versión del estructuralismo lingüístico, conocida como distribucionalismo.